# 広島市立春日野小学校

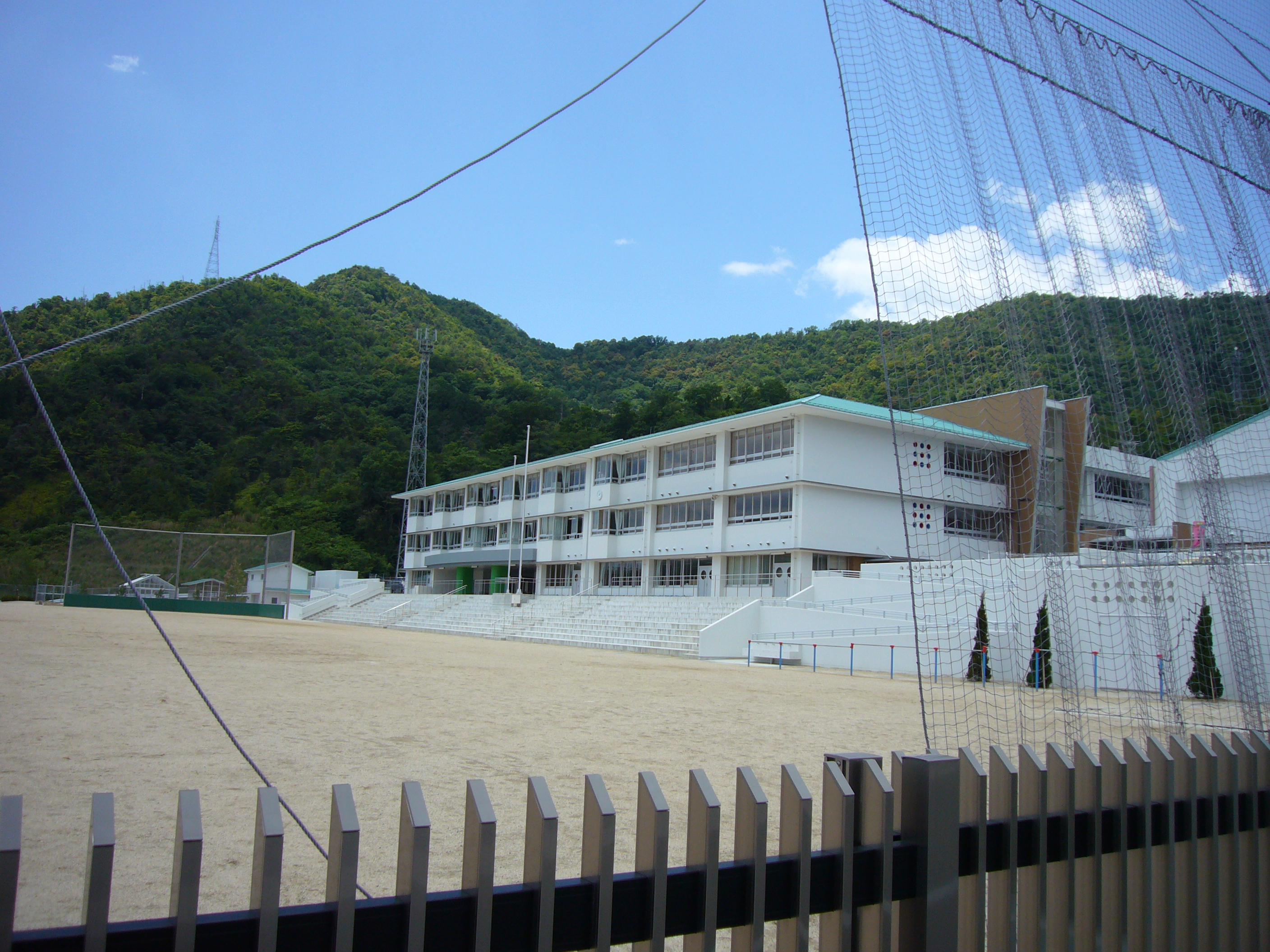
校庭

広島市立春日野小学校（ひろしましりつかすがのしょうがっこう）は、広島県広島市安佐南区山本新町二丁目にある公立小学校。

## 概要
隣接する広島市立山本小学校の児童数が1,200人を超えると見込まれたため分離して開設された学校である。
学校施設は、防犯やバリアフリー、ユニバーサルデザインに配慮して設計され、温室効果ガスの削減を目的とした太陽光発電の導入、児童の自主的・自由な表現の場としての広い中庭やデッキテラス、多目的室などの設置、将来の間仕切り変更が容易なスケルトンインフィルなどが採用されている。

## 沿革
- 2004年（平成16年）4月 - 東亜祇園ニュータウン春日野　一般入居開始　山本小学校の学区となる[2]
- 2008年（平成20年）2月 - 安佐南区春日野地区に、山本第二小学校（仮称）を設立する方針を広島市が決定。[3]
- 2009年（平成21年）12月 - 広島市議会において学校名が決定。[4]
- 2010年（平成22年）4月 - 広島市立山本小学校より分離され、児童数421名・16クラスの規模で開校。同6日に開校式及び第1回入学式（104名）を挙行。[5]
- 2010年（平成22年）7月 - 校章制定
- 2010年（平成22年）11月 - 学校ホームページ開設
- 2010年（平成22年）12月 - 校歌制定
- 2011年（平成23年）3月 - 第1回卒業証書授与式　（卒業生41名）
- 2011年（平成23年）4月 - 児童数512名・19クラス。第2回入学式（122名）を挙行。
- 2012年（平成24年）3月 - 第2回卒業証書授与式　（卒業生44名）
- 2012年（平成24年）4月 - 児童数621名・21クラス。第3回入学式（128名）を挙行。
- 2021年（令和3年）4月-学校のグラウンドの一角に春日野児童館が開館。春日野児童館は下校後、一度家に帰宅することで利用ができる。

## 校区
- 広島市立祇園中学校の校区[6]
  - 山本新町一丁目（1番30号を除く）、山本新町二丁目～山本新町五丁目

※隣接校・行政区域内校の選択もできる

## 周辺
- 広島市立祇園中学校
- 広島県立祇園北高等学校
- 東亜祇園ニュータウン春日野
- 特別養護老人ホーム 春日野園
- セントレ春日野 - 団地内の複合商業施設
- 可部線下祇園駅・安芸長束駅
- 広島県警安佐南警察署 山本交番
- イオンモール広島祇園
- マルショク山本店
- フレスタ東山本店
- DCMダイキ祇園店